# Kurátor (církev)
Kurátor je představitelem (statutárním zástupcem) sboru nebo jiné správní jednotky v některých evangelických církvích. Je zpravidla neordinovaný (nepovolaný ke službě zvěstování Slova a vysluhování svátostí); sbor nebo jinou správní jednotku zastupuje společně s dalším ordinovaným představitelem. 

## VČCE
Na úrovni sboru je spolu s farářem jedním ze dvou statutárních představitelů sboru. Na rozdíl od kazatele ovšem není obvykle ordinován, tedy nemá vystudovanou teologii. Členové sboru si zvolí staršovstvo a to pak si ze svého středu vybere kurátora. Spolu s farářem kurátor odpovídá za činnost sborových orgánů, podepisují společně jménem sboru právní a jiné důležité listiny a zastupují sbor navenek. Volbou ve správním orgánu je jeden z nich zvolen jeho předsedou, druhý se bez volby stane místopředsedou.
Kurátor existuje i na úrovni seniorátu (seniorátní kurátor) a celé církve (synodní kurátor).

## VeSCEAV
Postavení kurátorů ve SCEAV je obdobné jejich postavení v ČCE. Kurátor na úrovni celé církve se nazývá církevní kurátor. Zástupcem kurátora je místokurátor. Předpisy církve umožňují i existenci kurátora filiálního sboru, takový úřad však fakticky není dosud zřízen.

## VECAV
Kurátor se oficiálně nazývá sborový dozorce.